# Maria Marconi
Maria Marconi (* 28. August 1984 in Rom) ist eine italienische Wasserspringerin.
Marconi gewann bislang drei Medaillen bei Schwimmeuropameisterschaften. Bei den Europameisterschaften 2002 in Berlin erreichte sie zusammen mit Tania Cagnotto Bronze beim 3-m-Synchronwettbewerb. Jeweils vom 1-m-Brett gewann sie zudem 2006 in Budapest Bronze und 2009 in Turin Silber.
Marconi hat an mehreren Schwimmweltmeisterschaften teilgenommen. Ihr bestes Resultat war ein vierter Platz vom 1-m-Brett 2011 in Shanghai und ein sechster Platz bei den Heimweltmeisterschaften 2009 in Rom. Bei den Olympischen Spielen 2000 in Sydney und 2008 in Peking nahm sie jeweils im Kunstspringen vom 3-m-Brett teil. Sie erreichte die Ränge 30 und 17.
Maria Marconi ist die Schwester der ebenfalls erfolgreichen Wasserspringer Nicola Marconi und Tommaso Marconi.